# ホワイトデータセンター
ホワイトデータセンターは、データセンター（DC）で大きな電力消費を必要とする冷却を雪氷熱利用をはじめとする新エネルギー - 雪冷房で行おうという構想である。一般的なデータセンターの効率指標としてPUEが使われるが、一般的な都市型データセンターのPUE値は1.8 から 1.5前後である。雪冷房を使用した場合はPUE値は1.1程度になると見積もられている。

## 特徴
北海道や本州の日本海側の気候は、亜寒帯湿潤気候であるため、冬季には大量の雪が降る。この雪は、交通機関を始めとする地域住民の生活にとっては邪魔なものである。排雪、除雪には毎年多くの予算が割かれ、しかも排雪場所の確保も難しい。
この排雪で生じた「ごみ」である雪を、広大なスペースに保管し夏季でも冷却に利用できるよう、木材チップや籾殻などの本来産業廃棄物である断熱材で覆い、夏季のデータセンターの冷却に利用しようというものがホワイトデータセンター構想である。
さらに、大量の電力を消費しながら、低品質な熱しか回収できない、データセンターの排熱を、温水、温風として、ビニールハウスの暖房、陸上養殖、閉鎖循環式陸上養殖などの農水産業で回収する試みも検討されている。

## 歴史
元来、豪雪地帯の農業では、雪熱冷房を利用した野菜の保存などが行われていた。氷室と呼ばれ、地面に集めた、根菜、葉物野菜を稲藁で覆い、降雪期に掘り出して、冬の生活に不足しがちなビタミンを得ていた。
米の穀物サイロが一般化しつつあり、収穫した米を乾燥させて精米をせず籾摺り前の籾や玄米の状態で穀物保管庫に保管する傾向がある。籾は精米した米と違い「生きている」状態であり、翌春、摂氏15度、湿度13度前後になると発芽してしまう。しかし雪熱冷房を使った穀物保管施設で摂氏13度以下で保存すると、籾は「生きた」状態で保管されるため、収穫の翌年の夏であっても新米同様の食味で出荷することができる。この様な雪冷房設備は、同じ空知管内沼田町で初めて設備認定された。
雪冷房を使って注目された事例としては2008年の洞爺湖サミットにおけるメディアセンターの雪冷房システムが挙げられる。
ホワイトデータセンター構想は2008年に北海道美唄市の研究機関「美唄自然エネルギー研究会」により提唱された。稲作地帯での実績から雪熱冷房技術を基本として、北海道美唄市で実証試験が行われている。空知中部美唄市は、石狩湾からの強風や塩害の影響も少なく、シベリアからの寒気は日本海で湿気が吸収され、暑寒別岳南部の低山地により強風が弱められ、粉雪となって大量に積もる豪雪地帯である。また道中西部は、稲作地帯で湿気が多く、初夏に北海道で多発するフェーン現象も少なく、ヒートアイランド化が激しい札幌市街地からも、適度に距離があるため、夏場でも摂氏30度を超える事が少なく熱帯夜は稀である。データセンターで使用する電力も自然エネルギーである石狩川水系の北海道電力の水力ダム電力や電源開発の桂沢ダムが中心で、石狩炭田北部空知の豊富な石炭産業の中心部であるため、列車輸送、電力、石炭、製鉄と農業化学を利用した産業基盤があり、データセンター立地に有望と判断されてきた。。元来、産炭地であることから自然の恵みをも資源として捉え、ブラックダイヤモンドである石炭に対して、白いダイヤ「雪」を無限のエネルギーとして考える、室蘭工業大学を含めた官産学連携ホワイトデータセンター構想が生まれた。

## メリット、デメリット
除雪、排雪作業は、除雪機械による二酸化炭素排出による温室効果が伴う。しかし、豪雪地帯では除雪にかかるCO2排出、コストはあらかじめ想定された行政上の問題である。除雪後の排雪場までの輸送コストや輸送に伴う二酸化炭素の排出量を考慮すると、豪雪地帯での雪熱の効率的な利用と地元産業基盤を利用したエネルギーの回収はエネルギーの地産地消の試みである。
自然外気導入と異なり、雪は自然のエアフィルターである。融雪水は3度から4度程度であり、空気を雪に通すことで塵や塩分などがフィルタリングされるため、自然外気導入の様な大がかりな送風、集塵装置は必要としない。しかし、雪の維持は人力や重機の利用が必要である。
市街地では、雪の貯蔵のための施設に費用がかかる。通常であれば地下に貯蔵するなり、古いコンテナに雪を貯蔵する。都市部と異なり、広大な工業団地などの場合、雪を貯蔵する施設は平積みで構わないため、冷却水の取り出しにかかる設備コスト程度で低廉な雪冷房システムができる。